# Filipa Pinto
Filipa Maria Gonçalves Pinto (Portugal, 29 de maio de 1971) é uma professora e política portuguesa, membro do partido LIVRE. Desempenha funções de deputada à Assembleia da República pelo distrito do Porto, é licenciada em Ensino de Português-Inglês pela Universidade do Minho e professora no Ministério da Educação desde 1993. Atualmente é Conselheira no Conselho Nacional de Educação.

## Atividade política
Filipa Maria Gonçalves Pinto foi candidata independente nas listas do LIVRE nas eleições europeias de 2019, tornando-se membro do partido no ano seguinte. Desde então, integrou o Grupo de Contacto do partido e permanece como dirigente neste órgão. 
Foi a segunda candidata da lista do LIVRE pelo círculo eleitoral do Porto nas eleições legislativas de 2019 e nas eleições legislativas de 2024. Também foi candidata nas eleições europeias de 2019 e eleições europeias de 2024, tendo ficado nestas em segundo lugar na lista do partido..
Foi eleita deputada para a Assembleia da República em substituição do deputado Jorge Pinto, número um da lista do Porto, cargo que ocupou entre 7 de outubro de 2024 e 31 de janeiro de 2025 na XVI Legislatura.
Foi eleita deputada para a Assembleia da República, pelo círculo do Porto, nas eleições legislativas de 18 maio 2025 na XVII Legislatura.

Exerce, desde 25 de junho de 2024, o cargo de Conselheira do Conselho Nacional de Educação.